# 黃永昌
黃永昌（1962年12月6日—），中華民國政治人物，中國國民黨籍，現任新北市議員。

## 個人
中國國民黨黨員，四海工專(今宏國德霖科技大學)計算機工程畢業，臺北縣產業總工會發起人，台北縣土城市第二、三、四屆埤林里里長，於2005年中華民國地方公職人員選舉由中國國民黨提名競逐第十六屆臺北縣縣議員，並在該屆以第一高票成功當選臺北縣第四選區縣議員，2010年臺北縣升格改制為直轄市後，參選第一屆新北市第七選區市議員並當選。

黃永昌的政治生涯並非平順，在第十四、十五屆臺北縣議員選舉中以無黨籍身份參選，兩次競選皆處於當選邊緣，於第十六屆臺北縣議員選舉中成功當選，在2009年時表態競選臺北縣土城市市長，後於臺北縣確定升格改制為直轄市後，推出興建市立聯合醫院土城醫院、改造搬遷土城變電所、市立土城多功能場館小巨蛋等地方性建設、搬看守所，建公園、興建土城清水交流道，並於2010年中華民國直轄市市長暨市議員選舉、2014年中華民國直轄市市長暨市議員選舉、2018年中華民國直轄市議員及縣市議員選舉當選新北市市議員。
2022年中華民國直轄市議員及縣市議員選舉黃永昌以成功爭取土城市立醫院為範例提出興建市立鶯歌醫院

、提案創設第一個直轄市噪音專管單位環保局環境音量管制科(環音科)
、土城-板橋-中和帶狀農業區都市計畫變更進行都市縫合、板橋-土城-中和輕軌案(泰板輕軌)、鶯歌市立美術館等政見競選連任市議員，且在助理費案件尚未宣判前在選舉中高票連任當選第四屆新北市議員。

## 生平
曾任臺北縣產業總工會發起人、台北縣土城市埤林里里長。1998、2002年時以無黨籍參選台北縣議員，落選。2005年時黃永昌獲中國國民黨提名參選第十六屆臺北縣議員，以第一高票當選。2010年臺北縣升格改制為直轄市後，參選第一屆新北市市議員並當選，連任至今。

## 選舉紀錄
| 年度 | 選舉屆數               | 選舉區           | 所屬政黨   | 得票數 | 得票率 | 當選標記 | 備註 |
| ---- | ---------------------- | ---------------- | ---------- | ------ | ------ | -------- | ---- |
| 1998 | 第十四屆臺北縣議員選舉 | 臺北縣第四選舉區 | 無黨籍     | 4,915  | 3.38%  |          |      |
| 2002 | 第十五屆臺北縣議員選舉 | 臺北縣第四選舉區 | 無黨籍     | 6,847  | 4.29%  |          |      |
| 2005 | 第十六屆臺北縣議員選舉 | 臺北縣第四選舉區 | 中國國民黨 | 18,648 | 7.29%  |          |      |
| 2010 | 第一屆新北市議員選舉   | 新北市第七選舉區 | 中國國民黨 | 20,820 | 6.84%  |          |      |
| 2014 | 第二屆新北市議員選舉   | 新北市第七選舉區 | 中國國民黨 | 18,070 | 6.33%  |          |      |
| 2018 | 第三屆新北市議員選舉   | 新北市第七選舉區 | 中國國民黨 | 21,321 | 7.11%  |          |      |
| 2022 | 第四屆新北市議員選舉   | 新北市第八選舉區 | 中國國民黨 | 21,369 | 7.91%  |          |      |

## 相關事件
- 2023年12月26日，新北地方法院宣判黃永昌助理費案件貪汙等均為無罪，黃永昌犯使公務員登載不實罪，處有期徒刑壹年，緩刑參年，並應於檢察官指定之期間內，向公庫支付新臺幣貳佰萬元。其妻廣興里里長張淑玲均無罪。[9]